# Gephyromantis leucomaculatus
A Gephyromantis leucomaculatus   a kétéltűek (Amphibia) osztályába és  a békák (Anura) rendjébe aranybékafélék (Mantellidae) családjába tartozó faj. 

## Előfordulása
Madagaszkár endemikus faja. A sziget északkeleti részén, a Marojejy-hegytől az Ambatovaky Rezervátumig, valamint Sainte-Marie-szigeten és Nosy Mangabe szigeten a tengerszinttől 700 m-es magasságig honos.

## Megjelenése
Közepes méretű  Gephyromantis faj. A hímek testhossza 32–41 mm, a nőstényeké 38–45 mm. Általános megjelenése hasonlít a Gephyromantis granulatuséra. Feje általában széles. Színe barna. Felső ajkán nincs folyamatos, fehér csík, ezzel szemben egyes egyedeknél élénk fehér-sárga foltok láthatók rajta, valamint a hallószervén.
Hasonló fajok: Gephyromantis redimitus, Gephyromantis cornutus, Gephyromantis granulatus.

## Természetvédelmi helyzete
A vörös lista a nem fenyegetett fajok között tartja nyilván. Elterjedési területe nem sokkal nagyobb, mint 20 000km². élőhelyének mérete csökkenő, minősége romlik. Csak védett területen található meg, az Ambatovaky Rezervátumban, a  Marojejy Nemzeti Parkban, a Masoala Nemzeti Parkban, a Nosy Mangabe rezervátumban, az Ambatovaky Rezervátumban és a  Mananara-Nord bioszféra rezervátumban. A védett területeken kívül élőhelyének elvesztése jelent fenyegetést rá a mezőgazdaság, a fakitermelés, a szénégetés, a legeltetés és a települések fejlődése következtében.